# Iakov Dolgoroukov
Pour les articles homonymes, voir Famille Dolgoroukov.
Le prince Iakov Fiodorovitch Dolgoroukov, (en russe : Яков Фёдорович Долгоруков) né en 1639 et mort en 1720, est un homme d'État et diplomate russe.

## Biographie

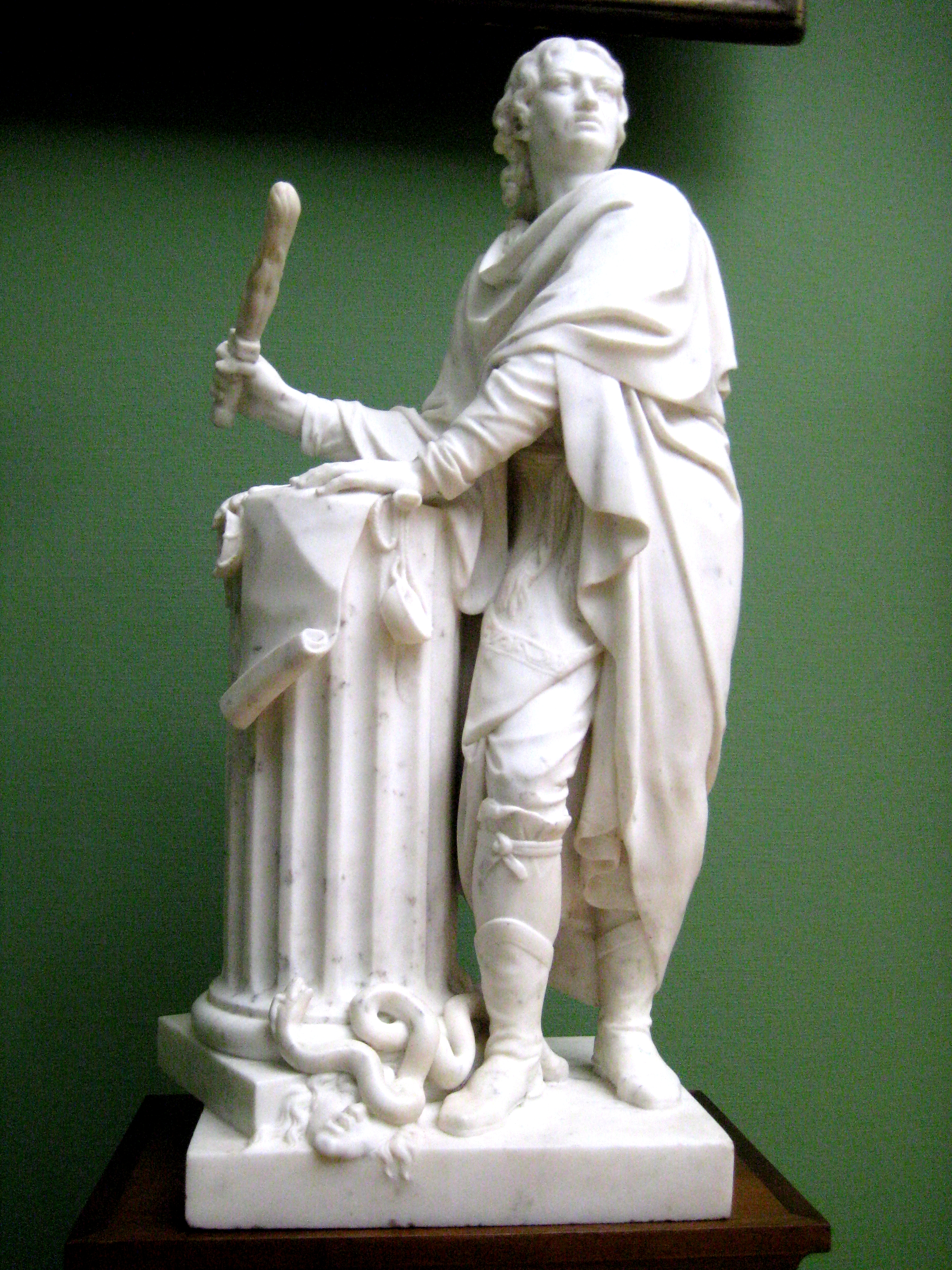
Iakov Dolgoroukov brûlant un arrêté royal, sculpture de Mikhail Kozlovsky (1796).

Il fut en 1687 chef de la première ambassade russe envoyée en France et en Espagne, combattit contre les Turcs, puis contre le roi de Suède Charles XII, fut fait prisonnier à Narva, parvint à s'échapper après dix ans de captivité., fut nommé sénateur en 1702 pendant sa captivité, et se distingua par sa franchise et par la fermeté avec laquelle il sut résister aux volontés souvent despotiques de Pierre Ier de Russie.

### Source
Cet article comprend des extraits du Dictionnaire Bouillet. Il est possible de supprimer cette indication, si le texte reflète le savoir actuel sur ce thème, si les sources sont citées, s'il satisfait aux exigences linguistiques actuelles et s'il ne contient pas de propos qui vont à l'encontre des règles de neutralité de Wikipédia.